# رژه پری دریایی جزیره کونی
رژه پریان جزیرهٔ کُوْنِی (به انگلیسی: Coney Island Mermaid Parade) مراسمی سالیانه در جزیره کونی، بروکلین، نیویورک (ایالت) است. این مراسم از بزرگترین رژه‌های هنری در ایالات متحده است.
این رژهٔ سالانه هر تابستان برگزار می‌شود.
این مراسم در نزدیک‌ترین شنبه به انقلاب تابستانی، ۲۱ ژوئن، هر سال برگزار می‌شود. هیچ هدف تجاری، مذهبی یا نژادی در این مراسم نهفته نبوده و تنها محلی برای هنرنمایی افراد و شادی است.

## زمینه‌ها
این رژه برای لباس‌های مرتبط با اقیانوس و برهنه‌گرایی‌های گاه‌وبیگاهش شناخته شده‌است
هر سال یک زوج مرد و زن به عنوان پادشاه نپتون و ملکه‌اش انتخاب می‌شوند.
| دوره | سال  | شاه نپتون                      | ملکه پریان             |
| ---- | ---- | ------------------------------ | ---------------------- |
| ۱st  | ۱۹۸۳ | Al Mottola                     | Alison Gordy           |
| ۲nd  | ۱۹۸۴ | جو فرانکلین                    | Jeanne Becker          |
| ۳rd  | ۱۹۸۵ | Dan Lurie                      | Sandra Frankel         |
| ۴th  | ۱۹۸۶ | John Bradshaw                  | Noni                   |
| ۵th  | ۱۹۸۷ | Henry Stern                    | Barbara Walz           |
| ۶th  | ۱۹۸۸ | Michael Wilson                 | Phoebe Legere          |
| ۷th  | ۱۹۸۹ | David Smalls                   | Elana Iguana           |
| ۸th  | ۱۹۹۰ | Mr. Fashion                    | Wendy Wild             |
| ۸th  | ۱۹۹۱ | El Vez                         | Lynda Barry            |
| ۱۰th | ۱۹۹۲ | Richard Eagan                  | دیزی ایگن              |
| ۱۱th | ۱۹۹۳ | -                              | Karen Duffy            |
| ۱۲th | ۱۹۹۴ | Jose Gutierrez                 | Rosemary Di Pietra     |
| ۱۳th | ۱۹۹۵ | Spyro Poulos                   | Shut-Up Shelly         |
| ۱۴th | ۱۹۹۶ | Fred Kahl                      | Kiva Kahl              |
| ۱۵th | ۱۹۹۷ | Ron Kuby                       | Jennifer Miller        |
| ۱۶th | ۱۹۹۸ | دیوید برن                      | The World Famous *BOB* |
| ۱۷th | ۱۹۹۹ | Curtis Sliwa                   | کویین لطیفه            |
| ۱۸th | ۲۰۰۰ | Rabbi Abraham Abraham          | Katya Kahl             |
| ۱۹th | ۲۰۰۱ | Hector Camacho Jr.             | Kembra Pfahler         |
| ۲۰th | ۲۰۰۲ | Marty Markowitz                | Toni Senecal           |
| ۲۱st | ۲۰۰۳ | Bill Evans                     | Kate Duyn              |
| ۲۲nd | ۲۰۰۴ | موبی                           | Theo Kogan             |
| ۲۳rd | ۲۰۰۵ | دیوید جوهانسن                  | Karmen Guy             |
| ۲۴th | ۲۰۰۶ | ایبل فرارا                     | Bambi the Mermaid      |
| ۲۵th | ۲۰۰۷ | آدام سویج                      | پتی دی آبانویلی        |
| ۲۶th | ۲۰۰۸ | Reverend Billy Talen           | Savitri Durkee         |
| ۲۷th | ۲۰۰۹ | هاروی کایتل                    | دافنا کاستنر           |
| ۲۸th | ۲۰۱۰ | لو رید                         | لوری اندرسون           |
| ۲۹th | ۲۰۱۱ | Adam Richman                   | Cat Greenleaf          |
| ۳۰th | ۲۰۱۲ | Jackie "The Joke Man" Martling | آنابلا شورا            |
| ۳۱st | ۲۰۱۳ | جودا فریدلندر                  | Carole Radziwill       |
| ۳۲nd | ۲۰۱۴ | بیل ده بلزیو                   | بیل ده بلزیو           |
| ۳۳rd | ۲۰۱۵ | مت فریزر                       | Julie Atlas Muz        |
| ۳۴th | ۲۰۱۶ | Carlo A. Scissura              | هیلی کلاسون            |
| ۳۵th | ۲۰۱۷ | کریس استین                     | دبی هری                |
| ۳۶th | ۲۰۱۸ | نیل گیمن                       | آماندا پالمر           |
| ۳۷th | ۲۰۱۹ | Arlo Guthrie                   | Nora Guthrie           |

## نگارخانه
- مراسم ۱۹۹۸
- مراسم ۲۰۰۴
- مراسم ۲۰۰۶
- مراسم ۲۰۰۷
- مراسم ۲۰۰۸
- مراسم ۲۰۰۹
- مراسم ۲۰۱۰
- مراسم ۲۰۱۱
- مراسم ۲۰۱۴
- مراسم ۲۰۱۸